# Христо Грънчаров
 Тази статия е за дееца на ВМОРО.  За политика вижте Христо Грънчаров (политик).  
Христо Грънчаров, известен като Щиплията, е български свещеник и революционер, деец на Вътрешната македоно-одринска революционна организация.

## Биография
Христо Грънчаров е роден в 1856 година в град Щип, тогава в Османската империя. Завършва семинария и се установява в битолското село Цапари.
В 1884 година постъпва като български учител в битолското село Кръстофор.
Влиза във ВМОРО и в 1897 година е ръководител на цапарския революционен комитет. В 1900 година властите го задържат и осъждат на 5 години, но след две години е амнистиран. Установява се в Крушево, където също се занимава с революционна дейност. Участва в Илинденско-Преображенското въстание през лятото на 1903 година с четата на Гюрчин Наумов. След въстанието е селски войвода в Битолски Демир Хисар.